# Маријамполе
Маријамполе, раније Капсукас (литв. Marijampolė) је један од значајних градова у Литванији. Налази се на југу земље. Маријамполе чини самосталну град-општину у оквиру истоименог округа Маријамполе, чије је управно средиште.
Маријамполе се простире на 205 km² и према последњим проценама у њему је живело 47.244 становника.

## Географија
Град Маријамполе се налази у југозападном делу Литваније, на 140 километара западно од главног града државе, Вилњуса. Град је историјско средиште покрајине Сувалкија.
Маријамполе је смештено у равничарској области на приближно 70 метара надморске висине. Кроз сам град протиче река Шешупе, а близу града је и мање Виштињечко језеро.

## Историја
Маријамполе је један од најмлађих градова у региону. Ред Маријанаца основао је ту цркву и манастир, на којој се град развијао. Пољски краљ Станислав II Август Поњатовски додијелио је градска права 1792. године. Маријамполе се налазила унутар граница Тракаи војводства до треће подјеле Пољске, када ју је Прусија запленила на период од 12 година. Касније је поново у пољској власти, а затим у Русији, у почетку са пољском аутономијом. У априлу 1831. године вођена је једна од битака пољског новембарског устанка против Русије. Од 1918. је у границама Литваније.

## Становништво
Према последњем попису из 2001. године у Маријамполу је живело 47.244 становника. Од тога Литванци чине огромну већину, док су мањине Пољаци и Руси. Некада бројна јеврејска заједница је нестала у Другом светском рату.

## Знаменитости
Паневежис је познат као културно и образовно средиште североисточне Литваније.

## Галерија
- Црква Св. Михаела Арканђела (Католичка)
- Градско позориште
- Средишња градска библиотека
- Протестант цхурцх
- Парк у центру града и црква Св. Винцентего а Пауло (Католичка)
- Гимназија
- Гимназија
- Градска синагога

## Партнерски градови
- Бергиш Гладбах
- Черњаховск
- Кокола